# Justin Hodges

a Compétitions nationales et continentales officielles uniquement.

b Matchs officiels uniquement.
Justin Hodges, né le 25 mai 1982, est un joueur australien de rugby à XIII évoluant au poste de centre dans les années 2000. Au cours de sa carrière, il a connu la sélection d'Australie et les Queensland Maroons participant au State of Origin. En club, il fait ses débuts professionnels aux Brisbane Broncos en 2000 avant de rejoindre les Sydney Roosters, finalement il revient aux Broncos en 2005.